# Momento angular absoluto

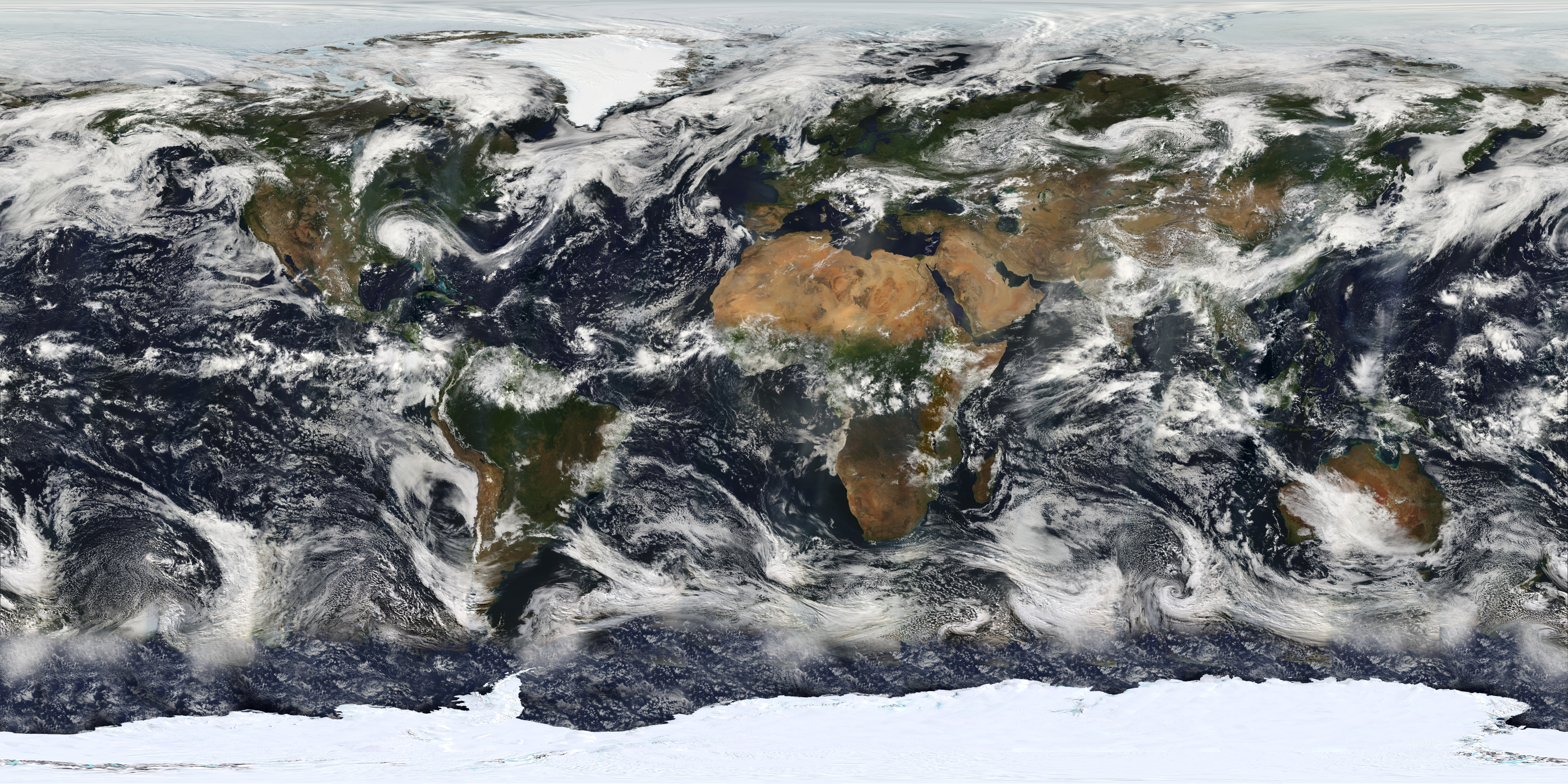
Masas nubosas sobre la superficie de la Tierra, cuyo movimiento se cuantifica en meteorología mediante el momento angular absoluto

En meteorología, el momento angular absoluto se define como el momento angular respecto a un sistema de coordenadas 'absoluto' (es decir, con tiempo y espacio absolutos).

## Introducción
El momento angular L equivale al producto vectorial de la posición r de una partícula (o porción de un fluido) y su cantidad de movimiento lineal absoluto p, igual a mv, el producto de la masa por la velocidad. Matemáticamente,
{\displaystyle \mathbf {L} =\mathbf {r} \times m\mathbf {v} }

## Definición
El momento angular absoluto suma el momento angular de una partícula o porción de un fluido en un sistema de coordenadas relativas y el momento angular de ese sistema de coordenadas relativas.
Los meteorólogos suelen expresar las tres componentes vectoriales de la velocidad v= (u, v, w) (hacia el este, hacia el norte y hacia arriba). La magnitud del momento angular absoluto L por unidad de masa m es
{\displaystyle \left|{\frac {\mathbf {L} }{m}}\right|=M=ur\cos(\phi )+\Omega r^{2}\cos ^{2}(\phi )}
donde
- M representa el momento angular absoluto por unidad de masa de la porción de fluido (en m2s),
- r representa la distancia desde el centro de la Tierra hasta la porción de fluido (en m),
- u representa el componente este de la velocidad relativa a la Tierra de la porción de fluido (en ms),
- φ representa latitud (en rad), y
- Ω representa la velocidad angular de Rotación de la Tierra (en rads, normalmente 2 π rad1 tiempo sidéreo ≈ 72.921150 × 10−6 rads).

El primer término representa el momento angular de la porción con respecto a la superficie de la Tierra, que depende en gran medida del clima. El segundo término representa el momento angular de la Tierra misma en una latitud particular (esencialmente constante al menos en escalas de tiempo no geológicas).

## Aplicaciones
En la parte superficial de la troposfera de la Tierra, la distancia entre la porción de fluido y el centro de la Tierra r ≈ a es aproximadamente igual a la media del radio terrestre:
{\displaystyle M\approx ua\cos(\varphi )+\Omega a^{2}\cos ^{2}(\varphi )}
donde
- a representa el radio terrestre (en m, normalmente 6,371009 106 m)
- M representa el momento angular absoluto por unidad de masa de la porción de fluido (en m2s),
- u representa el componente este de la velocidad relativa a la Tierra de la porción de fluido (en ms),
- φ representa la latitud (en rad), y
- Ω representa la velocidad angular de rotación de la Tierra (en rads, normalmente 2 π rad1 tiempo sidéreo ≈ 72.921150 × 10−6 rads).

En el Polo Norte y en el Polo Sur (latitud φ= ±90°= π2rad), no puede existir momento angular absoluto (M= 0 m2s porque cos(±90°)= 0). Si una porción de fluido sin velocidad de viento hacia el este (u0= 0ms) se origina en el ecuador (φ= 0 rad (y por lo tanto, cos(φ)= cos(0 rad)= 1) conserva su momento angular (M0= M) a medida que se mueve hacia los polos, entonces su velocidad de viento hacia el este aumenta drásticamente: u0 a cos(φ0) + Ω a2 cos2(φ0)= u a cos(φ) + Ω a2 cos2(φ). Después de esas sustituciones, Ω a2= u a cos(φ) + Ω a2 cos2(φ), o después de una mayor simplificación, Ω a(1-cos2(φ))= u cos(φ). La solución para u da Ω a(1cos(φ) − cos(φ))= u. Si φ= 15° (cos(φ)= 1+√32√2), entonces 72.921150 × 10−6 rads × 6.371009 Mm ×(2√21+√3 − 1+√32√2) ≈ 32.2ms ≈ u.
El gradiente barométrico zonal y las fuerzas originadas por los torbellinos causan momentos que cambian el momento angular absoluto de las porciones de fluido.